# Balgowlah
Balgowlah é um subúrbio do norte de Sydney, no estado da Nova Gales do Sul, na Austrália, situado a 12 quilômetros a nordeste do distrito empresarial central de Sydney, na área do governo local do Conselho de Praias do Norte. Balgowlah integra a região Praias do Norte. Em 2011, sua população era de 7 495 habitantes. Balgowlah compartilha o código postal 2093 com os subúrbios adjacentes de Manly Vale, Balgowlah Heights e North Balgowlah.